# Machimus coruscus
Machimus coruscus är en tvåvingeart som beskrevs av Wulp 1898. Machimus coruscus ingår i släktet Machimus och familjen rovflugor. Inga underarter finns listade i Catalogue of Life.